# 鉄惑星

異なった組成の惑星の大きさの比較。上の列が地球と同じ質量、下の列が地球の5倍の質量の惑星を表す。左からそれぞれ、鉄惑星、岩石惑星、炭素惑星、純粋な氷の惑星、純粋な一酸化炭素の惑星、純粋な水素の惑星の理論上の半径が示されている。鉄惑星は平均密度が大きいため、同じ質量の他の組成の惑星と比べて直径が小さい

鉄惑星（てつわくせい、英: iron planet、独: Eisenplanet、仏: planète métallique, planète de métal, de métaux
）は、地球型惑星（岩石惑星）のうち、ケイ酸塩からなるマントルをほとんど、あるいは全く持たない種類の天体である。太陽系では水星がこの種の天体として最大であるが、系外惑星としてより大きな鉄惑星が存在する可能性は否定できない。

## 概要
鉄惑星の起源は、通常の地球型惑星―岩石及び金属で構成された―がジャイアントインパクトによりケイ酸塩からなるマントルを剥ぎ取られたものと考えられている。より新しい惑星形成モデルは、鉄の豊富な原始惑星系円盤において形成されたのであろうとする。
鉄惑星は、質量が同じならばほかの種類の地球型惑星に比べて直径が小さく、比重が大きい。形成後、急速に冷却するのでプレートテクトニクスや強い磁場はない。実際、水星の磁場は地球のそれと比較して1%程度の強さである。また、水星表面に見られる長さ100 - 600キロメートル・高低差0.5 -1.1キロメートルの断崖は、地殻形成後の熱収縮の結果とも解釈できる。
鉄と水は地質年代を通して化学的に安定なまま共存することはないので、ゴルディロックスゾーンにある水を持つ鉄惑星は、水ではなく鉄カルボニルのような物質で被われている可能性がある。
KOI-1843.03という天体は、鉄惑星かも知れない候補である。

### その他
サイエンスフィクションでは、この種の天体はCannonballと呼ばれる。